# Vincenzo Albanese
Vincenzo Albanese   (Oliveto Citra, 12 de novembre de 1996) és un ciclista italià. Professional des del 2017, actualment corre a l'equip EF Education-EasyPost.

## Palmarès en ruta
- 2015
  - 1r al Trofeu Tosco-Umbro
- 2016
  - 1r al Trofeu Edil C
  - 1r al Gran Premi della Liberazione
  - 1r al Trofeu Matteotti
  - 1r a la Ruta d'Or
  - Vencedor d'una etapa a la Volta de l'Alta Àustria
  - Vencedor d'una etapa al Tour de l'Avenir
- 2022
  - Vencedor d'una etapa al Tour del Llemosí
- 2025
  - Vencedor d'una etapa a la Volta a Suïssa

### Resultats al Giro d'Itàlia
- 2017. No surt (16a etapa)
- 2021. 75è de la classificació general
- 2022. 68è de la classificació general
- 2023. 70è de la classificació general

### Resultats al Tour de França
- 2025. 114è de la classificació general.